# Glandes séricigènes
Les glandes séricigènes désignent des glandes synthétisant les protéines qui formeront de la soie. Elles sont présentes chez certains animaux appartenant à l’embranchement des arthropodes, c'est le cas bien connu de l'ordre des Araneae mais aussi de certains individus de la classe des insectes.
Un insecte ne peut produire qu’un seul type de soie et n’a qu’une seule sorte de glandes séricigènes. Au contraire, les araignées ont des glandes séricigènes de différentes natures et peuvent produire plusieurs types de soies afin de répondre à divers besoins.

## Les glandes séricigènes chez les araignées

### Généralités sur l'appareil séricigène

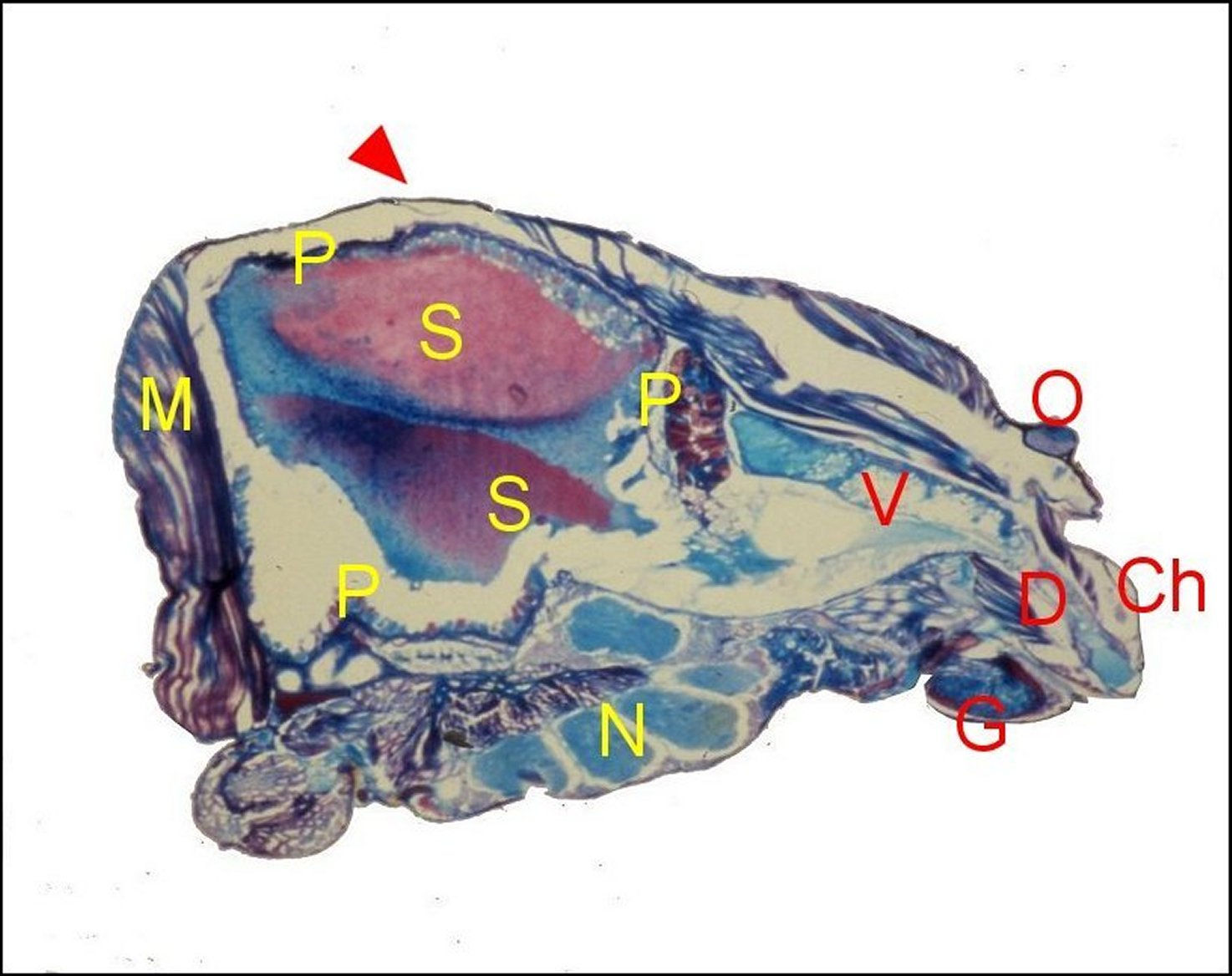
Fig.1 - Scytodes thoracica : coupe histologique longitudinale du céphalothorax montrant la transformation séricigène partielle (P,S) de la glande à venin (V).- Ch, chélicère - D, canal excréteur- G, gnathocoxa - M, muscle - N, ganglions nerveux - O, œil. Dans la partie séricigène : P, épithélium - S, sécrétion. La flèche désigne la "bosse" caractéristique du céphalothorax.

En excluant le cas des Scytodes qui possèdent dans le céphalothorax une glande venimeuse en partie séricigène (Fig.1), les glandes à soie des araignées sont situées dans leur abdomen et vont par paire. Chaque glande possède son propre canal excréteur qui aboutit à l'une des filières. Il s'y termine en pénétrant dans une fusule qui étire la soie excrétée et  s’ouvre extérieurement par un pore subterminal (Fig.2). Les filières sont au nombre de 6 et vont par paires. Toutes les araignées possèdent une paire antérieure segmentée en 3, une médiane simple et une postérieure en deux segments. Ces filières, situées au-dessus du tubercule anal, peuvent excréter individuellement ou collectivement selon le type de soie produite. La soie est par ailleurs composée de spidroïnes très longues et répétitives en alanine et glycine.

### Caractéristiques des glandes séricigènes
Chaque araignée possède généralement les six types de glandes qui vont être présentées ci-dessous en nombre et tailles souvent variables. On essaiera tout de même de tirer des observations générales sur leur anatomie et leur fonction.

#### Les glandes piriformes
Souvent de petite taille et nombreuses, autour de 180 chez Hersilia par exemple, elles aboutissent aux filières antérieures et produisent le « ciment » adhésif utilisé pour attacher les lignes de soie à un substrat. C’est l’élément majeur de fixation de la toile. Comme leur nom l’indique, elles ont souvent la forme d’une poire mais chez les Eresidae et les Araneidae par exemple, elles sont plutôt allongées et tubulaires. On peut y distinguer deux régions. Tout d'abord la région proximale (proche de l’origine de l’organe) : ses cellules sécrètent des grains basophiles dont les protéines sont riches en groupes amino-terminaux et carboxyles, souvent associés à un polysaccharide. En suite la région distale (éloignée de l’origine de l’organe) : ses cellules sécrètent un mélange acidophile avec des groupes réducteurs et de la tyrosine.
Dans ces glandes la place occupée par ces deux régions varie beaucoup si bien que l’on distingue deux types de glandes tubuliformes : Le type A est défini pour une glande où les deux régions partagent la même portion d’espace. Tandis qu’une glande tubuliforme est de type B lorsque le produit proximal n’est sécrété que par un petit groupe de cellules à l’entrée du canal excréteur, et que les cellules distales représentent trois quarts de la glande.

#### Les glandes ampullacées
Ces glandes, au nombre de quelques paires aboutissant aux filières antérieures et médianes, se divisent en deux catégories. La première est très peu étudiée, tandis que la deuxième est considérée comme la plus complexe.La soie des glandes ampullacées mineures est utilisée par l’araignée pour l’ébauche temporaire de la toile. La partie en forme de sac de cette glande est appelée l’ampoule et celle-ci a la particularité d’être orientée vers la tête de l’araignée chez les Araneidae par exemple. Le canal est donc coudé à 90 °C pour rétablir l’écoulement normal. Concernant les glandes ampullacées majeures, la soie sécrétée par ces glandes est la plus résistante au stress car elle sert à l’élaboration du cadre et des rayons de la toile ainsi que du câble de sécurité, devant supporter le poids de l’araignée et la rigueur des éléments. Ces glandes sont divisées en trois parties : la queue, le sac et le canal excréteur. Les spidroïnes, composantes principales de la soie sont produites dans la queue et la partie proximale du sac. Tandis que l’épithélium le plus distal de celui-ci et du canal produit de l’anhydrase carbonique. Cette enzyme est responsable de la génération et de la maintenance du gradient de pH dans la glande. À l’interface entre le sac et le canal, une intima cuticulaire (couche superficielle tapissant la lumière ou l’intérieur des conduits) est présente et se prolonge sur la partie apicale du canal jusqu’au spinneret. Celle-ci sert à protéger les cellules alignées en dessous du canal des lacérations causées par la fibre se formant. Mais elle sert également de membrane de dialyse pour déshydrater la solution à filer. Le canal de la glande ampullacée majeure a un diamètre décroissant lentement et régulièrement de 100 μm à 10 μm. Le sac présente un pH de 7, le canal de 6-6,5 et la queue de plus de 7,5. Les niveaux de potassium et de soufre augmentent à mesure que l’on se rapproche du spinneret tandis que ceux de sodium et chlorure diminuent.

#### Les glandes flagelliformes
Elles produisent de la soie, sortant par les filières postérieures, qui s’associe à celle des glandes agrégées pour former la spirale adhésive de capture de l’araignée. On appelle d’ailleurs les 3 fusules juxtaposées des canaux excréteurs de ces glandes et des agrégées la « triade anatomo-fonctionnelle » car elles forment une sorte de fuseau. Cette soie est d’autre part la plus étirable de toutes, pour que la spirale absorbe l’impact de la proie sans qu’elle ne rebondisse dessus. Les glandes flagelliformes ressemblent beaucoup aux ampullacées, c’est pourquoi on les a longtemps confondues. Elles sont deux chez toutes les Araneidae sauf chez Cyrtophora qui en est dépourvue. Chez Kaira alba , elles sont réduites, d'aspect presque "atrophié", avec un  petit corps cylindrique, un canal excréteur étroit et produisent vraisemblablement le fil axial du "zigzag" supporté par le "trapèze" de la toile rudimentaire. Chez les Argyrodes (Theridiidae), elles semblent manquer totalement.

#### Les glandes tubuliformes et cribellaires
Les glandes tubuliformes sont les seules à ne sécréter qu’une protéine en général. Leur soie, aboutissant aux filières médianes et postérieures, permet la confection des cocons protégeant les œufs. Leur nombre est très variable (Agelenidae 4 paires, Pardosa amentata : 43 paires). Par ailleurs, il existe des araignées appelées cribellates possédant un organe fileur  particulier situé au-dessus des glandes tubuliformes : le cribellum. C’est une plaque en une ou plusieurs parties comportant de nombreuses fusules (jusqu’à 40 000 chez les Eresidae Stegodyphus adultes). Ses glandes sont appelées cribellaires. Cet organe sécrète un fil très fin extrait et peigné par les calamistra, des rangées de poils sur les pattes ambulatoires postérieures de l’araignée, donnant une fois associé aux sécrétions des glandes tubuliformes adjacentes une soie complexe en rubans. 

#### Les glandes aciniformes
La soie utilisée pour emmailloter les proies ainsi que celle, fine, composant l’intérieur des cocons, provient de ces glandes. Elles débouchent sur les filières médianes et postérieures, sont nombreuses et de petite taille. Leur nom vient de leur forme sphérique qui rappelle les acini des glandes salivaires et pancréatiques des mammifères. Elles peuvent également se présenter sous forme ovale ou allongées comme chez Hersilia et Cyrtophora. Leur épithélium est souvent bipartite comme pour les autres glandes. Cependant, il existe des espèces comme Hersilia et Hypochilus qui possèdent des structures épithéliales tripartite et quadripartite.

#### Les glandes arborescentes ou agrégées
Elles produisent une soie rappelant une glue visqueuse se combinant avec celle des glandes flagelliformes pour confectionner la spirale de capture de l’araignée. Ce sont des organes assez volumineux et multilobés d’où leur qualification d’arborescentes. Seules quelques familles en possèdent, au nombre de deux paires maximum. Chez les Cyrtophora par exemple, elles ne sont plus présentes. Dans le cas de Kaira alba et probablement aussi des autres espèces du même genre, les agrégées sont extraordinairement modifiées par des "coussinets giganto-cellulaires" (Lopez,1985,1986,1999),, bosselant leur surface.

### Étude cytologique des glandes précédentes
Après avoir étudié les caractéristiques des glandes séricigènes des araignées, il convient d’en donner une analyse plus détaillée d’un point de vue cellulaire.

#### Description cytologique commune aux 5 premières glandes
Ces glandes (piriformes, ampullacées, flagelliformes, aciniformes, agrégées et tubuliformes, excepté certaines de ce dernier type), présentent souvent deux types cellules sécrétrices se répartissant en deux régions distinctes de l’épithélium : la région proximale et la région distale, la soie sortant des fusules est donc toujours au moins double de composition.
Toutes ces glandes séricigènes sont revêtues d’une membrane basale fine assurant la cohésion structurale de l’épithélium, situé en-dessous, dont les cellules hautes et cylindriques, sont étroitement jointives et juxtaposées en une unique rangée et jointives malgré un aspect varié. Celles-ci bordent la lumière arrondie. Leur noyau possède un nucléole de grande taille et garde un aspect constant pendant les étapes de l’activité cellulaire. De plus, le protoplasme occupe toute la cellule au début de sa vie puis sa moitié ou son tiers basal. Le chondriome, quant à lui, est également extrêmement abondant en mitochondries et chondriocontes. Enfin, la large surface que représentent les microvillosités au bout du canal excréteur permet d’absorber efficacement l’eau de la solution pour fabriquer la soie.
Toutes les glandes citées ci-dessus produisent des boules séricigènes bien délimitées, brillantes et de taille uniforme ; variant selon la région glandulaire. En effet, on peut généralement observer dans chaque glande deux zones différentes et séparées par une frontière de quelques rangées de cellules intermédiaire contenant les enclaves des deux régions : la plus importante étant le corps (ou ampoule) et l’autre, la pièce terminale débouchant sur le canal excréteur associé. Elles produisent respectivement des boules plutôt grandes (3 à 4 μm), très acidophiles ; et des plus petites (1 μm), basophiles et amphophiles (soit à moitié hydrophiles et hydrophobes).

#### Description cytologique de glandes particulières

##### Les glandes agrégées
Les cellules les composant sécrètent des boules séricigènes moins nettement délimitées qui fusionnent avant la sortie du 

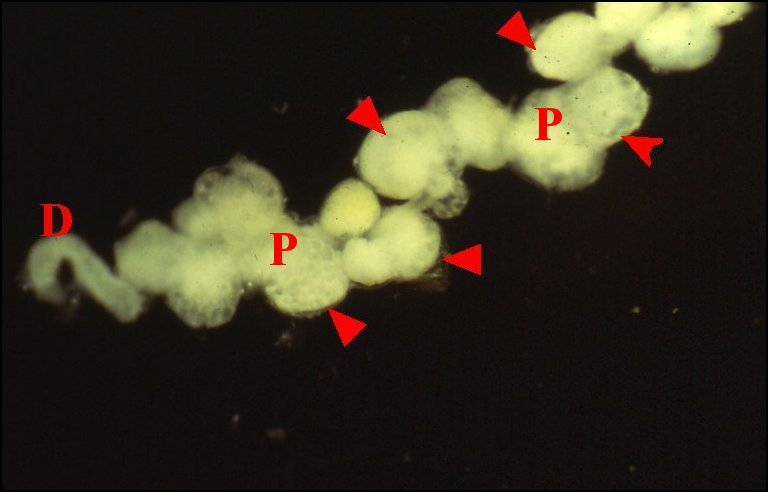
Fig.3 - Kaira alba : glande agrégée botryoïde isolée par dissection. P, partie proximale- D, partie distale. Flèches : saillies des coussinets.

cytoplasme. Il n’y a pas non plus de régions distinctes et la lumière n’est pas arrondie et uniforme mais très anfractueuse (c’est-à-dire pourvue de cavités profondes et sinueuses). Chez Kaira alba, ces glandes sont extraordinairement modifiées. Leur corps n'est pas lobé ou arborescent mais allongé, flexueux et bosselé, dans ses deux tiers proximaux, par de nombreuses saillies globuleuses leur conférant un aspect en "grappe de raisin" (glandes " botryoïdes" de A.Lopez,1985,1986,1999),, (Fig.3). Ces saillies correspondent à des coussinets de cellules géantes, uniques chez les Aranéides, intercalées dans l'épithélium proximal, pourvues d' un énorme noyau pseudo-tumoral (Fig.4), vraisemblablement polyploïde, d'un réticulum endoplasmique d'aspect "étoilé",  (réticulum "stellaire")(Fig.5), de sphères lipidiques, de mitochondries et d'une 

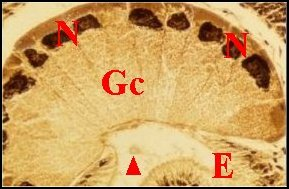
Fig.4 - Coussinet à cellules géantes de la glande botryoïde. E,épithélium proximal - Gc, cellules géantes - N, noyaux. Flèche : lumière. Coupe histologique.

sécrétion en tubules fibrillaires donnant par condensation des grains sphériques homogènes. Cette sécrétion semble correspondre à l'enduit du "trapèze" de la toile rudimentaire, un attractif phéromonal pour les Lépidoptères mâles (Hétérocères : Pyralidae) que Kaira saisit directement avec ses pattes.

##### Les glandes cribellaires
Ces glandes sont très petites et forment un acinus (c’est-à-dire un ensemble de cellules sécrétrices en forme de raisins) constitué de 5 ou 6 cellules principales sécrétrices et de quelques petites cellules sur le bord de la lumière dont les prolongements cytoplasmiques s’étendent jusqu’entre les cellules sécrétrices. 

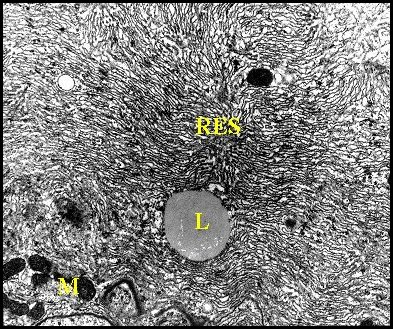
Fig.5 - Cellule géante de la glande botryoïde, vue très partielle en microscopie électronique. L, grain lipidique- M, mitochondries - RES, réticulum stellaire.

Celles-ci peuvent rappeler des cellules centroacinaires présentent dans les glandes salivaires ou pancréatiques des Mammifères. Leur protoplasme est dépourvu d’enclaves.
D’autre part, les cellules sécrétrices possèdent un noyau basal et sont toujours pleines de boules de sécrétion bien individualisées (3 μm). Leur chondriome est très peu développé. De plus, la pièce terminale est inexistante, la lumière est mince et se continue par celle d’un conduit constitué de chitine (polysaccharide azoté, principal constituant de la cuticule des Insectes normalement).

#### La synthèse de la soie dans les glandes séricigènes

##### Le processus sécrétoire
La soie des araignées est faite de protéines nommées spidroïnes sécrétées et stockées sous forme d’un mélange liquide dans les glandes séricigènes. Un grand nombre de ramifications trachéales se rendent aux glandes séricigènes qui baignent dans le liquide sanguin car c’est celui-ci qui apporte les éléments nécessaires à la synthèse des spidroïnes constituant la soie. On peut distinguer un cycle sécrétoire commun à toutes les glandes, excepté les agrégées, et un qui leur est spécifique.

###### Glandes classiques
La sécrétion et l’excrétion des boules séricigènes est continue et synchrone dans chaque glande. On peut également distinguer trois régions dans chaque cellule. Le tiers inférieur contient le noyau, le cytoplasme et les mitochondries. Il n’y a pas de production séricigène à cet endroit. Le tiers médian est la zone d’élaboration des boules qui s’accumulent dans le dernier tiers, supérieur, d’où elles sortent une par une par le pôle apical sans être déjà matures. La cellule n’est jamais complètement remplie et les enclaves, s’il y en a, ne subissent pas de modification de forme. À la sortie de la cellule, les boules fusionnent avec le mélange d’aspect visqueux remplissant déjà la lumière, donnant une sécrétion homogène.

###### Glandes agrégées
Le cycle sécrétoire, non synchronisé, est divisé en plusieurs phases. La première, l'élaboration : les boules s’accumulent dans la partie apicale des cellules séricigènes. Puis, elles envahissent la région centrale. Enfin, on peut noter que le protoplasme n’occupe plus qu’une fine couronne autour du noyau à cause de la surabondance de boules de sécrétion le comprimant. La seconde, la maturation : les enclaves grossissent et fusionnent partiellement en un mélange muqueux. Les cellules d’abord cylindriques deviennent ovales. Et enfin l'exocytose : le mélange sécrété est évacué dans la lumière et s’y liquéfie. Par la suite, la cellule se reconstitue.

##### Le processus d’excrétion des protéines de soie
Les protéines de soie produites sont par la suite transportées dans le canal excréteur où elles changent de conformation suivant divers facteurs tels que : le gradient de pH (permettant la cristallisation des fibrilles de soie) généré par les pompes de protons et d’anhydrase carbonique, la nature et la concentration en ions ainsi que les forces de cisaillement exercées par le canal. Les protéines passent alors de pelotes aléatoires et hélices alpha solubles à des feuillets bêta. La fibre est impliquée dans de nombreux échanges d’ions et dans une déshydratation progressive au fur et à mesure qu’elle progresse dans le canal. Le diamètre de ce dernier se rétrécit jusqu’au spinneret qui est modelé pour affecter les forces de cisaillement générées dans le canal. Le mélange séricigène est enfin excrété par la fusule sous forme de fibrilles et la soie, devenue solide, est filée par le mouvement de la patte de l’araignée, la gravité si l’araignée est suspendue ou le mouvement de l’animal sur sa toile.

## Les glandes séricigènes chez les Insectes
Sauf rares exceptions, les chenilles produisent de la soie. Certaines espèces en produisent alors en grande quantité pour former un cocon tandis que d’autres en synthétisent très peu. Juste assez pour se fixer quelque part par exemple. Quoi qu’il en soit, les chenilles possèdent donc un appareil séricigène. Suivant l’espèce, la soie peut être sécrétée par les glandes labiales, les tubes de Malpighi, les glandes cuticulaires ou encore celles collétériques, qui peuvent, par leur nouvelle fonction, être qualifiées de glandes séricigènes.

### Les différents types de glandes
Les glandes labiales ou salivaires, au niveau des pièces buccales, ont pour fonction première de sécréter la salive. Cependant, certains insectes, dont ceux de l'ordre des Orthoptères, Psocoptères, Hyménoptères, Aphaniptères, Diptères et Lépidoptères, utilisent ces glandes pour filer de la soie. Les glandes peuvent être tubuleuses (en forme de tube) ou acineuses (en forme de grain de raisin). Les cellules de la glande sont généralement grosses et polyploïdes. L'appareil séricigène inclut aussi des petits orifices ou des cellules permettant de sécréter la soie. La majorité des insectes séricigènes la sécrètent grâce aux glandes labiales. Même si un insecte ne peut produire qu'un type de soie, les glandes labiales, dans leur diversité, peuvent produire des soies de structure alpha ou beta. Celles-ci peuvent alors être utilisées pour la reproduction ou la survie en fonction de l'insecte étudié.
Les tubes de Malpighi sont des organes du système digestif permettant d’extraire des déchets et de contrôler la quantité d’ions et d’eau en produisant de l’urine. Quelques insectes de l’ordre des Coléoptères, Neuroptères, Ephéméroptères l’utilisent pour filer de la soie par l’anus, en s’aidant des pièces buccales. Seuls les insectes au stade larvaire peuvent produire de la soie par les tubes de Mapighi. Ils l’utilisent pour le tissage du cocon ou en tant qu’aide adhésive lors de la nymphose (transformation de la larve en nymphe).
Les glandes cuticulaires ou les glandes des tarses (extrémité des pattes) peuvent chez certains Diptères et Embioptères (adultes ou larvaires) produire de la soie. Les cellules produisant les protéines de soie sont très espacées les unes des autres et entourées d’autres cellules, notamment sensorielles.
Les glandes collétériques, quant à elles, sont des organes féminins proches de l’oviducte sécrétant de la matière fixatrice pour les œufs. Chez quelques Coléoptères, la matière produite par ces glandes est de la soie.

### Le cas du ver à soie
Le ver à soie est la chenille du bombyx du mûrier, un insecte de l'ordre des Lépidoptères qui a été domestiqué pour sa production de soie. Il a ainsi été soumis à une sélection artificielle qui a modifié certains de ses caractères liés à la synthèse de soie dont bien sûr l'appareil séricigène.

#### Généralités sur l'appareil séricigène
Chez le ver à soie, l’appareil séricigène se compose d’une paire de glandes, d’une presse et d’une filière se situant proche des parties buccales de la chenille. On peut diviser la glande en 3 parties ayant des fonctions différentes. La partie antérieure n’entre pas en jeu pour la synthèse de soie : c’est un tube long (environ 2 cm) et étroit (environ 0,2 mm) par lequel passe la soie liquide (ou plutôt gélatineuse à ce stade) avant d’arriver dans la presse. La soie passe ensuite dans la filière (qui correspond au tube unique que forment les deux canaux antérieurs de la paire de glandes lorsqu’ils se rejoignent) ce qui donnera à la soie sa structure finale. La fibroïne et la séricine, les protéines principales composant la soie, sont produites dans 2 régions distinctes : la partie postérieure pour la fibroïne et la partie centrale pour la séricine. La partie centrale (qui sert aussi d’espace de stockage pour toutes les protéines) mesure 5 cm en longueur et 3 mm de largeur tandis que la partie postérieure mesure environ 15 cm de long et 1,5 mm de large. Les glandes du ver à soie sont des glandes labiales ayant évolué et s’étant spécialisées dans la synthèse de soie.

#### Le développement des glandes séricigènes
Les glandes séricigènes se développent et se différencient lors du stade larvaire. Cependant, leur développement est spécial : très tôt pendant la vie larvaire, le nombre de cellules de la glande séricigène ne varie plus. En effet, l’ADN se duplique sans que les cellules ne se divisent (il y a endomitose et donc polyploïdie) et les glandes grossissent. Dans chaque cellule il y a au moins eu 17 réplications complètes du génome soit environ 130 000 fois le stock haploïde de chromosomes et les cellules atteignent généralement 1 mm de largeur. Lors de la dernière mue, la glande entre dans une période de synthèse intense de protéines afin de sécréter la soie du cocon. Pendant cette période, la synthèse de fibroïne compte pour 80 % de la production totale de protéine de la cellule. Quelques jours après que le cocon soit totalement fini, les cellules subissent des autolyses (la destruction des tissus par leurs propres enzymes) jusqu’à ce que la glande soit complètement détruite. Le déclenchement des premières autolyses concorde avec le début du sevrage du ver à soie et l’augmentation de la quantité d’une hormone : l’ecdysone (qui d’après des expériences in vitro serait un facteur d’autolyse). Ainsi, le bombyx du mûrier adulte ne possède pas de glandes séricigènes et ne peut donc pas produire de soie.

#### Lien entre intensité de production de soie et caractéristiques des glandes
Une étude sur des vers à soie laisse supposer que l’intensité de la production de soie est liée à l’activité des glandes séricigènes c’est-à-dire au nombre, à la taille, et à l’activité des cellules. Il semblerait qu’une taille de cellules séricigènes élevée augmenterait la production de soie. Cela serait dû au fait que la production intense et le transport de protéines requiert de la place dans la cellule, offrant alors un avantage aux plus grandes cellules. D’autre part, une polyploïdie élevée augmenterait la synthèse de soie. La corrélation est encore plus présente lorsque l’on étudie la quantité d’ARN dans les cellules. Cela s’explique par le fait que l’ARNm peut être traduit en protéine, le composé premier de la soie. Cependant, le nombre de cellules de la glande n’influencerait que très peu la quantité de soie produite pour la plupart des races de ver à soie. Mais en définitive, la variation d’un seul caractère des glandes séricigènes n’a pas de grande répercussion sur la production de soie. C’est la combinaison de tous les changements qui fait véritablement augmenter ou diminuer la synthèse de soie. Ainsi, si l’on souhaite sélectionner les vers à soie en fonction de leur production de soie, il ne faut pas le faire en se basant uniquement sur l’une des caractéristiques des cellules des glandes, mais il faut prendre en compte plusieurs critères pertinents (qui peuvent différer suivant la race de ver à soie).

#### Autres facteurs influençant la production de soie de la glande
La synthèse de soie est régie par de nombreux facteurs, mais les études et expériences se concentrent surtout sur deux d’entre eux qui semblent avoir un rôle relativement important : le sevrage et les hormones juvéniles (qui régulent le développement post-embryonnaire chez les insectes).
Lors d’expériences, les vers à soie auxquels on administre des hormones juvéniles lors de la dernière mue ont par la suite une quantité d’ARN dans les cellules séricigènes plus élevée et leur période de production et de sécrétion intensive de fibroïne augmente aussi. Il est important de préciser que l’hormone juvénile permettrait de diminuer la dégradation de l’ARN sans pour autant en augmenter sa production.
Le sevrage du ver à soie induit, en quelques heures, la diminution quasi exponentielle de la synthèse d’ARN. Si l’on nourrit les vers à soie à nouveau, la synthèse d’ARN reprend normalement assez rapidement. Le sevrage ferait donc baisser la transcription d’ARN. Cependant, il semblerait que le simple arrêt de production d’ARN ne rende pas totalement compte de la forte baisse de synthèse des protéines. Par conséquent, le sevrage augmenterait probablement la dégradation de l’ARN et influerait aussi sur l’efficacité de la traduction en réduisant l’activité des ribosomes.

## Les glandes séricigènes face à l’évolution
Chez les insectes, on pense que les premières glandes séricigènes qui sont apparues dans l’histoire de l’évolution ont pour origine des glandes labiales ou des tubes de Malpighi (l’évolution des glandes cuticulaires et collétériques serait moins ancienne et plus rare), à l’instar du ver à soie. On pense donc que des organes sécrétant des protéines fibreuses se sont de plus en plus spécialisés dans la synthèse de protéines de soie, devenant finalement des glandes produisant quasi exclusivement de la soie, c’est-à-dire des glandes séricigènes[réf. souhaitée].
La grande variété de glandes séricigènes, et de soies, laisse penser que les glandes séricigènes sont le résultat d’un mécanisme d’évolution sous des facteurs de la sélection naturelle. Au vu de la diversité des glandes, il est fort possible que leur évolution n’ait pas été linéaire, c’est-à-dire que certaines glandes aient pu évoluer à plusieurs reprises de manière indépendante, en fonction de différents facteurs évolutifs. C’est en tout cas ce que laisse supposer les arbres phylogénétiques qui montrent que le caractère de la production de soie a été perdu et gagné plusieurs fois.
Les glandes séricigènes des araignées, quant à elles, proviennent d’invaginations épidermiques de l’opisthosome. Aussi les spinnerets, se sont positionnés en position ventrale sur l’abdomen des araignées. Les glandes piriformes sont celles dont les caractères morphologiques et histologiques sont restés les plus stables au cours de l’évolution. Contrairement aux glandes aciniformes qui sont les plus variables de toutes. Les glandes agrégées quant à elles, manquantes chez de nombreuses familles, résulteraient de la coalescence d’une grande quantité de glandes élémentaires.
Par ailleurs, les filières sont en réalité des appendices proches de l’abdomen, modifiés au cours de l’évolution des Araignées. On peut d’ailleurs observer une 4ème paire de ces filières, médiane antérieure, chez certaines Araignées. Celle-ci a subi une régression phylogénétique due aux diverses mutations qu’ont subi les différentes espèces d’Araignées au cours de l’évolution, aussi elle est réduite à une saillie impaire et non fonctionnelle chez la majorité des Araignées telles que les écribellates et les Araneidae, sauf chez les Mesothelae.